# Awaiting on You All
«Awaiting on You All» es una canción del músico británico George Harrison publicada en el álbum de estudio All Things Must Pass. Junto con el sencillo «My Sweet Lord», la canción es una de las composiciones más abiertamente religiosas del álbum, y su grabación caracterizó la influencia del productor Phil Spector en el álbum debido al uso de reverberación y otras técnicas del muro de sonido. Harrison grabó la canción en Londres respaldado por músicos como Eric Clapton, Bobby Whitlock, Klaus Voormann, Jim Gordon y Jim Price, muchos de los cuales habían salido de gira como Delaney & Bonnie and Friends en diciembre de 1969. Musicalmente, la composición refleja una cercanía al gospel, después de acercarse al género tras producir trabajos de Billy Preston y Doris Troy.
La letra de «Awaiting on You All» propugna una relación directa con Dios por encima de la adhesión a una religión organizada. Influido por su asociación con los devotos de Hare Krishna y por las enseñanzas inspiradas en Swami Vivekananda, Harrison canta sobre corear el nombre de Dios como un medio para limpiar y liberarse de las impurezas del mundo material. Sin dejar de reconocer la validez de todas las religiones en su esencia, la letra criticó explícitamente al Papa y a la percepción materialista de la Iglesia católica en un verso que EMI y Capitol Records omitieron de las notas del álbum. También cuestionó la validez de la campaña por la paz mundial emprendida por John Lennon y Yoko Ono en 1969, lo cual reflejó una divergencia de filosofías entre Harrison y sus antiguos compañeros de grupo después de compartir intereses comunes por la espiritualidad entre 1967 y 1968.
Varios comentaristas identificaron «Awaiting on You All» como uno de los mejores momentos de All Things Must Pass. Al respecto, Richard Williams lo comparó con la canción de Ike & Tina Turner «River Deep – Mountain High», también producida por Spector. La canción figura en los libros 1001 Songs You Must Hear Before You Die de Robert Dimery y 1001 Songs de Toby Creswell. El recopilatorio póstumo Early Takes: Volume 1 incluyó una demo de la canción grabada a principio de las sesiones de All Things Must Pass en 1970.

## Personal
- George Harrison: voz, guitarra eléctrica, guitarra slide y coros.
- Eric Clapton: guitarra eléctrica y coros.
- Bobby Whitlock: órgano y coros.
- Klaus Voormann: bajo
- Carl Radle: bajo
- Jim Gordon: batería
- Jim Price: trompeta y trombón.
- Bobby Keys: saxofón
- Mike Gibbins: pandereta
- Sin acreditar: piano
- Sin acreditar: maracas